# Hennes Weisweiler
Hans „Hennes” Weisweiler (ur. 5 grudnia 1919 w Erftstadcie, zm. 5 lipca 1983 w Zurychu) – niemiecki piłkarz grający na pozycji pomocnika, trener, nauczyciel akademicki.
Uważany za jednego z najlepszych niemieckich trenerów wszech czasów. Jako piłkarz reprezentował barwy FC Köln (awans do Oberligi zachodniej), jednak większe sukcesy odnosił jako trener. Największe sukcesy odnosił z Borussią Mönchengladbach, którą trenował w latach 1964–1975: trzykrotne mistrzostwo Niemiec, zdobywca Pucharu Niemiec, zdobywca Pucharu UEFA. Trenował także trzykrotnie FC Köln (mistrzostwo Niemiec, dwukrotny zdobywca Pucharu Niemiec), SV Rheydter, Viktorię Köln, hiszpańską FC Barcelonę (wicemistrzostwo Hiszpanii), amerykański New York Cosmos (Soccer Bowl) oraz szwajcarski Grasshopper Zurych (mistrzostwo Szwajcarii, zdobywca Pucharu Szwajcarii).
Podczas pracy w Borussii Mönchengladbach i FC Köln odkrył talent wielu zawodników, takich jak m.in.: Rainer Bonhof, Jupp Heynckes, Pierre Littbarski, Günter Netzer, Bernd Schuster, Allan Simonsen, Uli Stielike, Berti Vogts.

## Kariera piłkarska
Hennes Weisweiler w latach 1948–1952 reprezentował barwy występującego w Landeslidze Doliny środkowego Renu FC Köln, w której rozegrał 62 mecze ligowe bez zdobytego gola, a w sezonie 1948/1949 awansował do Oberligi zachodniej.

## Kariera trenerska

### Początki kariery
Hennes Weisweiler w 1949 roku, jeszcze w trakcie kariery piłkarskiej, rozpoczął karierę trenerską, zostając grającym trenerem FC Köln, którego trenował do 1952 roku, do zakończenia kariery piłkarskiej. Następnie w latach 1952–1954 trenował SV Rheydter, po czym w 1955 roku wrócił do FC Köln, którego trenował do 1958 roku, a w latach 1958–1964 trenował Viktorię Köln.

### Borussia Mönchengladbach
27 kwietnia 1964 roku został trenerem występującej wówczas w Regionallidze Borussii Mönchengladbach, w której Weisweiler miał w składzie takich zawodników, jak m.in.: 19-letni wówczas napastnik Jupp Heynckes i pomocnik Günter Netzer. Godni uwagi byli również inni przyszli reprezentanci RFN: Bernd Rupp i Herbert Laumen. W sezonie 1964/1965 z Borussią Mönchengladbach, której średnia wieku zawodników wynosiła zaledwie 21,5 roku, zajął pierwsze miejsce w Grupie 1 w barażach o awans do Bundesligi i tym samym awansował do krajowej elity.

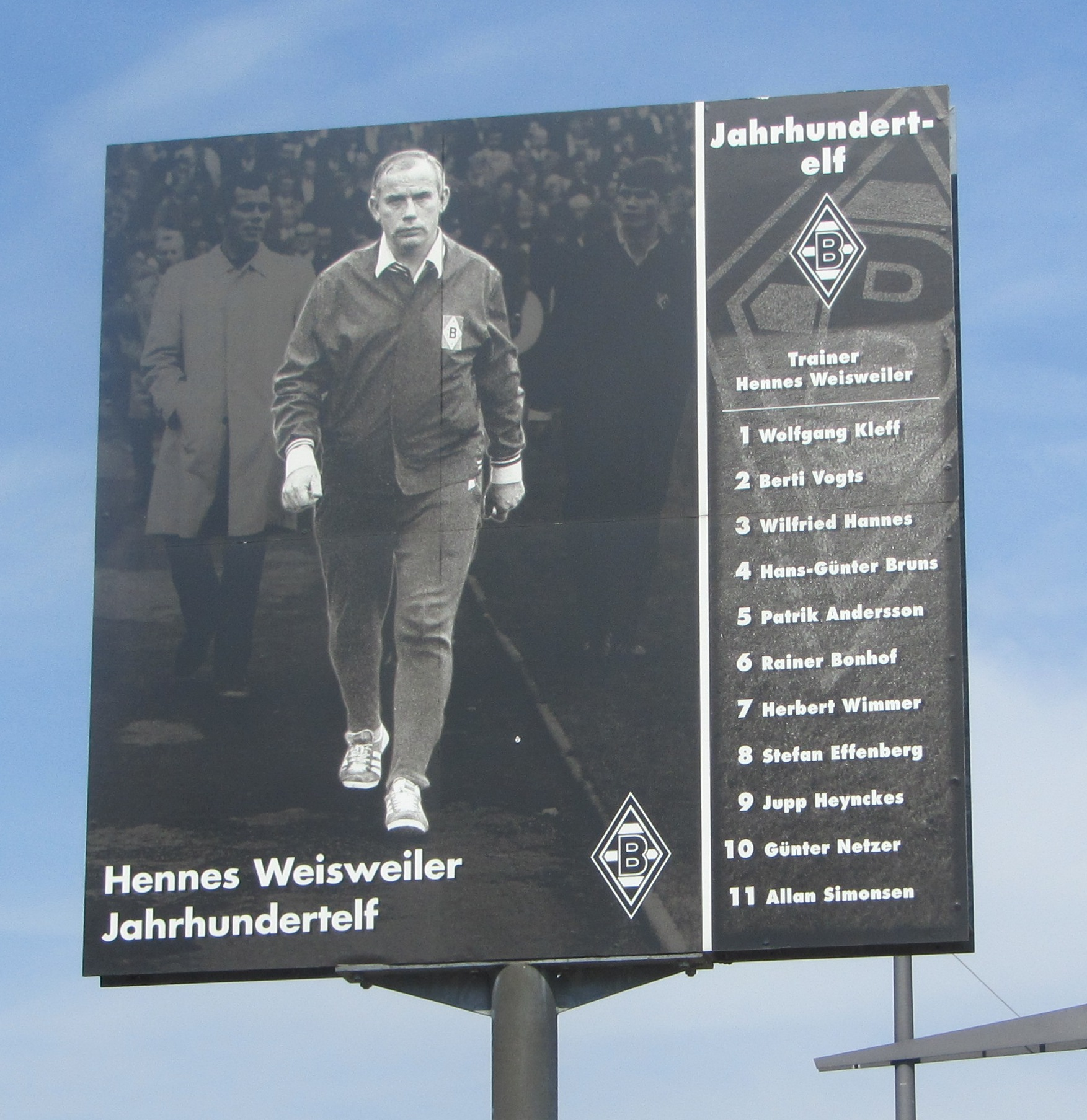
Weisweiler wśród „Drużyny Stulecia” Borussii Mönchengladbach

Wkrótce do Borussii Mönchengladbach dołączyli młodzi wówczas: obrońca Berti Vogts oraz defensywny pomocnik Herbert Wimmer. W dwóch pierwszych sezonach (1965/1966, 1966/1967) drużyna Weisweilera zajęła odpowiednio 13. i 8. miejsce w tabeli ligowej, natomiast w sezonie 1967/1968 zajęły 3. miejsce, pomimo utraty przed sezonem Juppa Heynckesa, który przeszedł do Hannoveru 96. Borussia Mönchengladbach znana ze swojego ofensywnego stylu powtórzyła ten sukces w sezonie 1968/1969.
Na początku sezonu 1969/1970 była wymieniana jako główny rywal Bayernu Monachium w walce o mistrzostwo Niemiec, gdyż do klubu dołączyli reprezentant RFN – obrońca Ludwig Müller, pomocnik reprezentacji Danii – Ulrik le Fevre, a przede wszystkim utalentowani zawodnicy, tacy jak m.in. grający w ofensywie Horst Köppel, osiągnęli wystarczającą dojrzałość do utrzymania się na najwyższym poziomie. Decydująca była również zdolność Weisweilera do znajdowania i dodawania kolejnych utalentowanych zawodników, dzięki czemu klub zyskał przydomek Źrebaki. Ostatecznie w sezonie 1969/1970 Borussia Mönchengladbach zdobyła mistrzostwo Niemiec, a w następnym sezonie obroniła tytuł po wygranym 1:4 meczu na wyjeździe z Eintrachtem Frankfurt, dzięki czemu Borussia Mönchengladbach została pierwszą drużyną, która obroniła tytuł w Bundeslidze, a także w ostatniej kolejce sezonu pozwoliło jej odeprzeć wyzwanie Bayernu Monachium.
16 września 1970 roku Borussia Mönchengladbach zadebiutowała w Pucharze Europy, w wygranym 0:6 wyjazdowym meczu pierwszej rundy z cypryjskim EPA Larnaka, natomiast 22 września 1970 roku w meczu rewanżowym u siebie pokonała swojego przeciwnika aż 10:0 i bez wątpienia awansowała do następnej rundy, w której przegrała rywalizację 4:3 po serii rzutów karnych z angielskim Evertonem Liverpoolem (1:1, 1:1). W następnej edycji w pierwszej rundzie wygrała rywalizację z irlandzkim Cork Hibernians 1:7 (0:5, 1:2), a w następnej rundzie ich przeciwnikiem był włoski Inter Mediolan, który pod wodzą trenera Helenio Herrery grała systemem catenaccio. W pierwszym meczu wygrała u siebie aż 7:1, jednak z powodu zachowania kibiców na Bökelbergstadion (zawodnik Interu Mediolan – Roberto Boninsegna miał zostać trafiony puszką napoju rzuconą z trybun), w związku z czym mecz został anulowany i powtórzony 1 grudnia 1971 roku w Berlinie Zachodnim jako mecz rewanżowy, który zakończył się bezbramkowym remisem, a ponieważ wcześniej, 3 listopada 1971 roku w meczu wyjazdowym Borussia Mönchengladbach przegrała 4:2, zakończyła tym samym udział w tych rozgrywkach, a pierwszy mecz, który został unieważniony, w nawiązaniu do wydarzeń został nazwany „Meczem puszki”. Inter Mediolan dotarł do finału rozgrywek, rozegranego na Stadion de Kuip w Rotterdamie, w którym przegrał 2:0 z obrońcą trofeum – Ajaxem Amsterdam.
W Bundeslidze Źrebakom również nie szło zbyt dobrze. Trzy dni po pierwszym meczu z Interem Mediolan, pokonały u siebie Schalke Gelsenkirchen aż 7:0, jednak ostatecznie sezon 1971/1972 zakończyły na 3. miejscu, a mistrzem Niemiec został Bayern Monachium. Przed sezonem Borussię Mönchengladbach opuścili: Peter Dietrich, Horst Köppel, Herbert Laumen, natomiast utalentowani zawodnicy, tacy jak m.in.: Rainer Bonhof, Dietmar Danner, nie byli stanie wypełnić po nich luki.

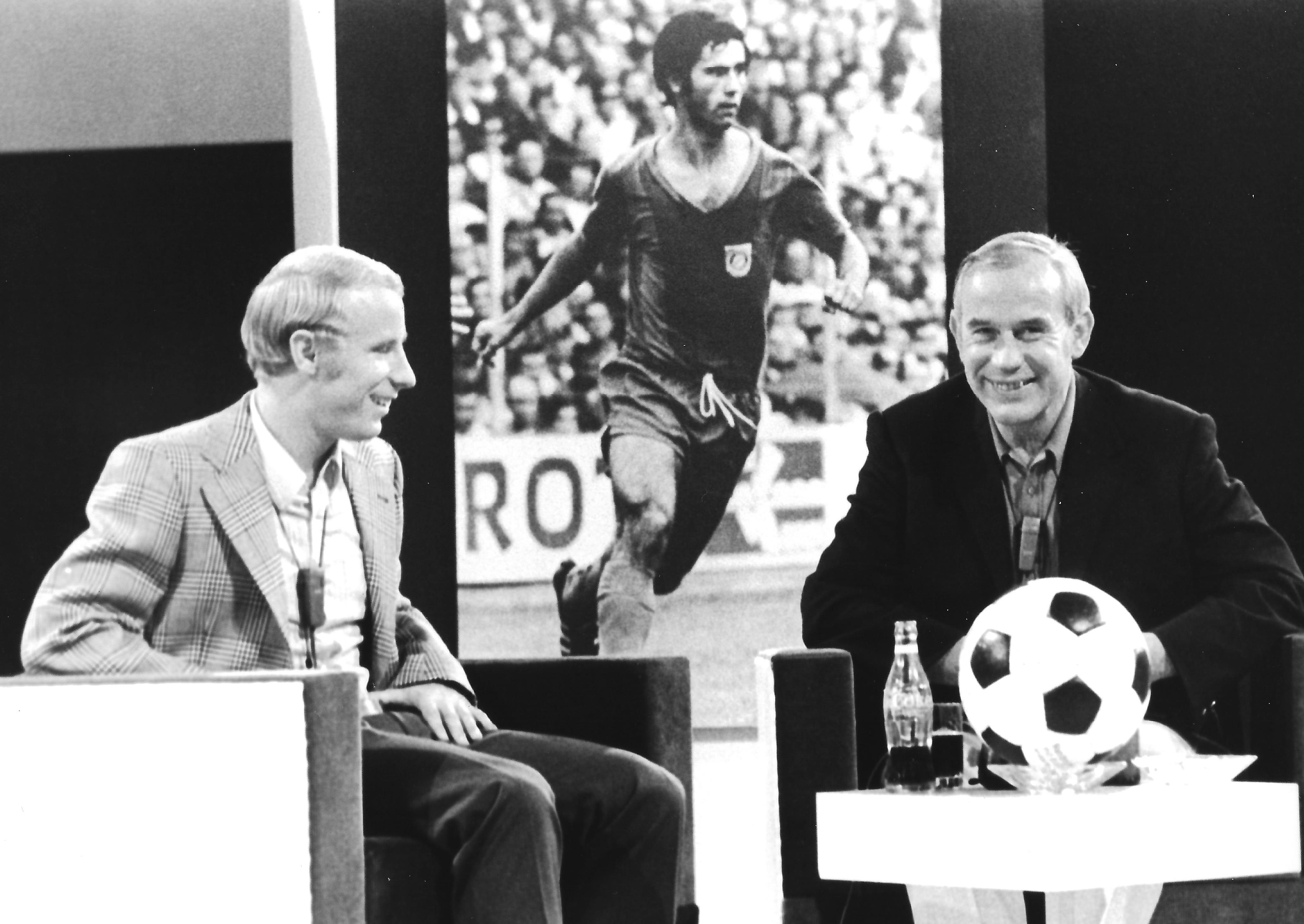
Weisweiler (z prawej) obok Bertiego Vogtsa, obok swojego zawodnika z Borussii Mönchengladbach w 1970 roku

W sezonie 1972/1973 nastąpiła dalsza restrukturyzacja zespołu, gdyż z niego odeszli kolejni doświadczeni zawodnicy, tacy jak m.in.: Ulrik le Fevre, których zastąpili duńscy napastnicy Henning Jensen i Allan Simonsen. Henning Jensen od razu stał się silnym punktem Źrebaków, natomiast Allan Simonsen w swoim pierwszym sezonie w klubie był uznawany przez wszystkich za niewypał, jednak ku zdziwieniu wszystkich Weisweiler bardzo wierzył w młodego zawodnika i okazało się, że miał rację. W 1977 roku Allan Simonsen został nagrodzony przez francuski tygodnik „France Football” Złotą Piłką – nagrodą przyznawaną najlepszemu piłkarzowi w Europie, a obecnie uznawany jest za jednego z najlepszych zawodników z pola w historii duńskiej piłki nożnej.
Jednakże w sezonie 1972/1973 Weisweiler popadł w konflikt z kapitanem „Źrebaków” – Günterem Netzerem, który wraz z klubowymi kolegami: Juppem Heynckesem i Herbertem Wimmerem w 1972 roku zdobył w Belgii mistrzostwo Europy. Wielu uznało Güntera Netzera najbardziej efektownym zawodnikiem turnieju, co mogło urazić Weisweilera, gdyż on sam nie był już gwiazdą klubu. Günter Netzer chciał przenieść się do bardziej efektownego klubu i tym samym konflikt zakończył się separacją, a na kilka tygodni przed końcem sezonu 1972/1973, który „Źrebaki” zakończyły na 5. miejscu oraz po przegranej w finale Pucharu UEFA rywalizacji 3:2 z angielskim FC Liverpoolem ogłoszono odejście Güntera Netzera do hiszpańskiego Realu Madryt. Do rozegrania pozostał jeszcze finał Pucharu Niemiec 23 czerwca 1973 roku na Rheinstadion w Düsseldorfie z pierwszym klubem w karierze trenerskiej Weisweilera – FC Köln. Atmosfera była dość naładowana emocjonalnie oraz wzmocniona tym, że Weisweiler posadził Güntera Netzera na ławce rezerwowych. Mecz okazał się jednym z najlepszych finałów w historii tych rozgrywek. Mimo temperatury 35 °C obie drużyny grały ofensywnie, a bramkarze: Wolfgang Kleff z Borussii Mönchengladbach i Gerhard Welz z FC Köln wykonywali świetne interwencje (Gerhard Welz obronił nawet rzut karny wykonywany przez Juppa Heynckesa w 58. minucie). Po 90 minutach meczu był remis 1:1, w związku z czym potrzebna była dogrywka. W czasie krótkiej przerwy Günter Netzer zdjął dres i oznajmił Weiseilerowi chęć do gry, w związku z czym na początku dogrywki wszedł na boisko, zastępując Christiana Kulika, a w 94. minucie po podaniu Rainera Bonhofa zdobył oszałamiającego „złotego gola”, zapewniającego „Źrebakom” zdobycie Pucharu Niemiec. Był to ostatni mecz Güntera Netzera w barwach Borussii Mönchengladbach.
Po odejściu Güntera Netzera Weisweiler ponownie miał więcej czasu na budowanie zespołu. Borussia Mönchengladbach w sezonie 1973/1974 zdobyła wicemistrzostwo Niemiec, a Weisweilerowi ponownie udało się ponownie wycisnąć pełny potencjał z utalentowanych zawodników, takich jak m.in. przyszły reprezentant RFN – Uli Stielike.
W sezonie 1974/1975 Borussia Mönchengladbach wraz z 50 punktami i aż z 86 strzelonymi golami (do tej pory nie udało się żadnej innej drużynie, która uzyskała awans do Bundesligi) zdobyła mistrzostwo Niemiec oraz dotarła także do finału Pucharu UEFA, w którym zagrała z holenderskim Twente Enschede. W pierwszym meczu, rozegranym 7 maja 1975 roku na Rheinstadion w Düsseldorfie, w którym Borussia Mönchengladbach występowała w roli gospodarza, padł bezbramkowy remis, co mocno rozczarowało drużynę trenera Weisweilera, natomiast w finale rozegranym 21 maja 1975 roku na Diekman Stadion w Enschede, pokonała drużynę gospodarzy aż 1:5, dzięki czemu wygrała całą finałową rywalizację, dzięki czemu zdobyła Puchar UEFA, swoje pierwsze trofeum w europejskich rozgrywkach. Był to ostatni mecz Borussii Mönchengladbach pod wodzą trenera Weisweilera, który po 11 latach zdecydował się przenieść do hiszpańskiej FC Barcelony, a jego następcą został słynny trener Bayernu Monachium – Udo Lattek, który również z powodzeniem prowadził „Źrebaków”, w dużej mierze opierał swój zespół na zawodnikach sprowadzonych do klubu przez Weisweilera, a w 1977 roku doprowadził ich do finału Pucharu Europy, w którym przegrał 3:1 z angielskim FC Liverpoolem na Stadio Olimpico w Rzymie.

### FC Barcelona
Weisweiler latem 1975 roku został trenerem hiszpańskiej FC Barcelony, zastępując na tym stanowisku Rinusa Michelsa, który po czterech latach pracy w Dumie Katalonii wrócił do holenderskiego Ajaxu Amsterdam. Zapytany w wywiadzie o przyczyny odejścia z Borussii Mönchengladbach u szczytu swoich wpływów i sukcesu, odpowiedział: „Ukształtowałem zespół swoim stylem. Teraz spróbuję wprowadzić go w Hiszpanii”. Celem Weisweilera w sezonie 1975/1976 z Dumą Katalonii, której człon stanowiły holenderskie gwiazdy Johan Cruijff i Johan Neeskens, było zdobycie mistrzostwa Hiszpanii oraz Pucharu UEFA. Jednak już pierwszego dnia Johan Cruijff i Weisweiler popadli w konflikt. „Weisweiler nie jest wybranym przeze mnie menadżerem”, stwierdził holenderski zawodnik, według którego pod wodzą Weisweilera nie uzyskałby swobody gry tak, jakby chciał. W sezonie 1975/1976 zdobyła zaledwie wicemistrzostwo Hiszpanii, natomiast w Pucharze UEFA przegrała w półfinale rywalizację z angielskim FC Liverpoolem (0:1, 1:1), a Weisweiler podał się do dymisji.

### FC Köln

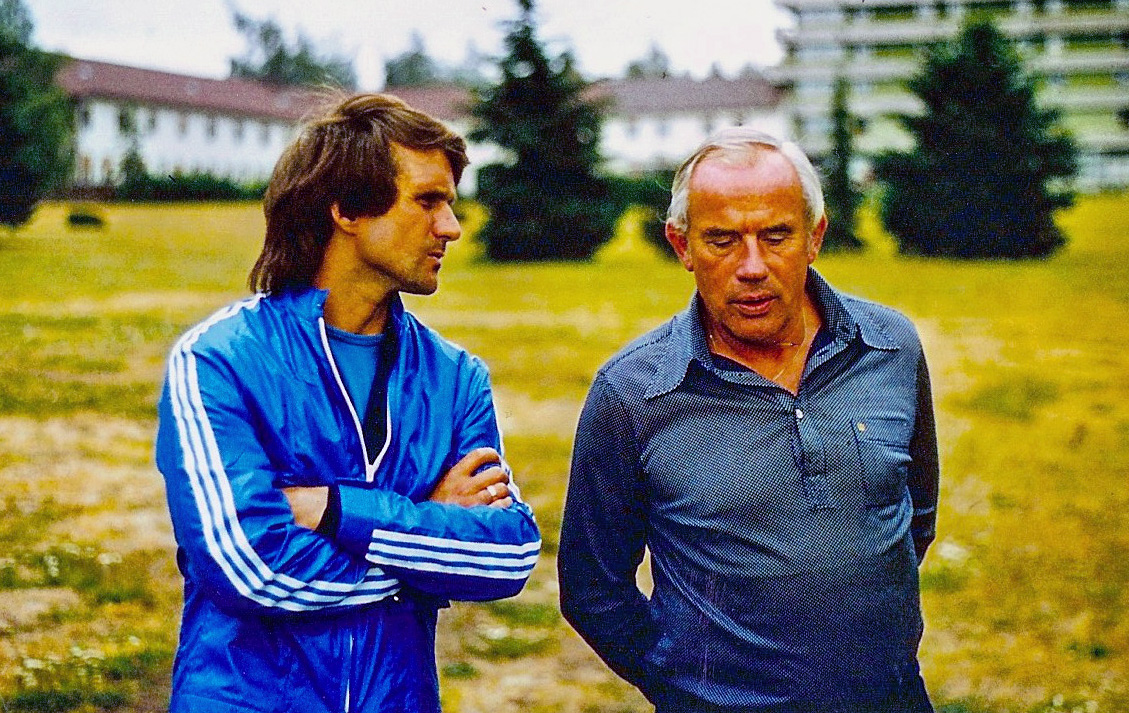
Weisweiler (z prawej) z Wolfgangiem Overathem w 1976 roku

Weisweiler po niezbyt udanej przygodzie z FC Barceloną wrócił do RFN, gdzie po prawie 20 latach po raz trzeci został trenerem FC Köln, w którym zaczynał trenerską karierę. Trenował zespół w okresie od 1 lipca 1976 roku do 15 kwietnia 1980 roku. W tym okresie Weisweiler zdobył z klubem mistrzostwo Niemiec (1978) pokonując lepszym bilansem goli byłą drużynę Weisweilera – Borussię Mönchengladbach, dwukrotnie Puchar Niemiec (1977, 1978) pokonując w finałach kolejno: Herthę Berlin (1:0 w powtórzonym meczu) i Fortunę Düsseldorf (2:0), a w składzie miał zawodników, którzy wkrótce stanowili człon reprezentacji RFN: napastnik Dieter Müller, bramkarz Harald Schumacher, pomocnik Bernd Schuster, z którymi awansował do półfinału Pucharu Europy 1978/1979, w którym Kozły przegrały rywalizację z późniejszym triumfatorem tych rozgrywek – angielskim Nottinghamem Forest (3:3, 0:1). W sezonie 1979/1980 Kozły ponownie awansowały do finału Pucharu Niemiec, w którym przegrały w finale 2:1 z Fortuną Düsseldorf rozegranym na Parkstadion w Gelsenkirchen. W tym czasie do pierwszej drużyny był wprowadzany grający na pozycji atakującego pomocnika lub skrzydłowego Pierre Littbarski, który wkrótce również stanowił o sile Kozłów oraz reprezentacji RFN, w tym podczas mistrzostw świata 1990 we Włoszech, na których reprezentacja RFN triumfowała.

### New York Cosmos
Następnie został trenerem występującego w amerykańskiej lidze NASL New York Cosmos – klubu naszpikowanego gwiazdami, takimi jak m.in.: Franz Beckenbauer, Giorgio Chinaglia, Johan Neeskens, Carlos Alberto Torres, którego prowadził wraz z byłym bramkarzem reprezentacji Turcji – Yasinem Özdenakiem. W sezonie 1980 New York Cosmos pod ich wodzą wygrał finał Konferencji Narodowej w rywalizacji z Los Angeles Aztecs (1:2, 1:3), dzięki czemu dotarł do finału Soccer Bowl, w którym pokonali 3:0 Fort Lauderdale Strikers na RFK Stadium w Waszyngtonie i tym samym zdobyli mistrzostwo NASL, a także w tym samym sezonie zdobył Transatlantic Cup. W sezonie 1981 również dotarł do finału Soccer Bowl, w którym przegrał po serii rzutów karnych 2:1 z Chicago Sting. Wraz z końcem 1981 roku Weisweiler odszedł z klubu.

### Grasshopper Zurych
W 1982 roku został trenerem szwajcarskiego Grasshoppers Zurych, z którym w sezonie 1982/1983 zdobył krajowy dublet: mistrzostwo i Puchar Szwajcarii. Niestety później się okazało, że to był ostatni sezon w życiu Hennesa Weisweilera.

## Statystyki trenerskie
| Klub                     | Od         | Do         | Wyniki | Wyniki | Wyniki | Wyniki | Wyniki  | Wyniki |
| Klub                     | Od         | Do         | M      | Z      | R      | P      | % Zwyc. | Uwagi  |
| ------------------------ | ---------- | ---------- | ------ | ------ | ------ | ------ | ------- | ------ |
| FC Köln                  | 01.07.1949 | 30.06.1952 |        |        |        |        |         | [ 2 ]  |
| SV Rheydter              | 01.07.1952 | 30.06.1954 |        |        |        |        |         | [ 3 ]  |
| FC Köln                  | 01.07.1955 | 30.06.1958 |        |        |        |        |         | [ 2 ]  |
| Viktoria Köln            | 01.07.1958 | 27.04.1964 |        |        |        |        |         | [ 4 ]  |
| Borussia Mönchengladbach | 27.04.1964 | 30.06.1975 | 404    | 206    | 96     | 102    | 50.99   | [ 5 ]  |
| FC Barcelona             | 01.07.1975 | 30.06.1976 | 44     | 24     | 8      | 12     | 54.55   | [ 6 ]  |
| FC Köln                  | 01.07.1976 | 15.04.1980 | 171    | 95     | 36     | 40     | 55.56   | [ 7 ]  |
| New York Cosmos          | 01.07.1980 | 31.12.1981 |        |        |        |        |         | [ 6 ]  |
| Grasshoppers Zurych      | 01.07.1982 | 05.07.1983 |        |        |        |        |         | [ 8 ]  |
| Ogólnie                  | Ogólnie    | Ogólnie    | 619    | 325    | 140    | 154    | 52.50   | –      |

## Sukcesy

### Zawodnicze
FC Köln
- Awans do Oberligi zachodniej: 1949

### Trenerskie
Borussia Mönchengladbach
- Mistrzostwo Niemiec: 1970, 1971, 1975
- Wicemistrzostwo Niemiec: 1974
- 3. miejsce w Bundeslidze: 1968, 1969, 1972
- Awans do Bundesligi: 1965
- Puchar Niemiec: 1973
- Puchar UEFA: 1975
- Finał Pucharu UEFA: 1973

FC Barcelona
- Wicemistrzostwo Hiszpanii: 1976

FC Köln
- Mistrzostwo Niemiec: 1978
- Puchar Niemiec: 1977, 1978
- Finał Pucharu Niemiec: 1980

New York Cosmos
- Soccer Bowl: 1980
- Finał Soccer Bowl: 1981
- Mistrzostwo Konferencji Narodowej: 1980
- Transatlantic Cup: 1980

Grasshoppers Zurych
- Mistrzostwo Szwajcarii: 1983
- Puchar Szwajcarii: 1983

## Działalność dydaktyczna
Hennes Weisweiler w latach 1957–1970 prowadził kursy dla trenerów piłkarskich na Niemieckim Uniwersytecie Sportowym w Kolonii (od 1953 roku był centralnym egzaminatorem w Niemieckim Związku Piłki Nożnej, a od 1955 roku był wykładowcą w Niemieckim Uniwersytecie Sportowym w Kolonii). Choć sam prowadził profesjonalne kluby piłkarskie w Oberlidze i Bundeslidze, nalegał na samodzielne prowadzenie dużej części kursów. Oprócz działalności dydaktycznej Hennes Weisweiler napisał także podręczniki, takie jak m.in.: „Der Fußball. Taktyka, trening, zespół” (1959), który stał się standardowym podręcznikiem dla trenerów na wszystkich poziomach ligowych.

## Śmierć
Hennes Weisweiler zmarł na zawał serca 5 lipca 1983 roku w swoim domu w Aesch, niedaleko Zurychu, w wieku 63 lat.

## Upamiętnienie
W 2005 roku ośrodek szkoleniowy dla trenerów w Kolonii (od 2011 roku w Hennef (Sieg)) został nazwany jego imieniem – Akademią im. Hennesa Weisweilera.